# Дел Браун
Дел Браун (на английски: Dale Brown) е американски писател на бестселъри в жанра военен, политически и техно трилър.

## Биография и творчество
Дел Франсис Браун е роден на 2 ноември 1956 г. в Бъфало, Ню Йорк, САЩ. Завършва през 1978 г. Държавния университет на Пенсилвания с бакалавърска степен по западноевропейска история.
На 25 февруари 1978 г. се жени за Джейн Мозес. По-късно се развеждат и той се жени за втората си съпруга Даян. Има един син – Хънтър.
В периода 1978 – 1986 г. служи в армията във Военновъздушните сили като навигатор-бомбардировач на тежките бомбардировачи B-52 „Stratofortress“ и FB-111A „Aardvark“. Издига се до чин капитан, има над 2500 часа полетно време и е удостоен с военни отличия.
След уволнението си от армията, през 1987 г. основава собствена компания за въздушен транспорт „Dale F. Brown“ в Сакраменто, Калифорния.
Първият си трилър „Flight of the Old Dog“ от поредицата „Патрик Макланахан“, публикуван през 1987 г., написва докато е още армията. Той дава старт на поредица от техно-трилъри, част от които влизат в списъците на бестселърите.
През 2001 г. започва активно да си сътрудничи с писателя Джим Дефелис за съавторската им поредица „Земя на мечтите“.
По неговата поредица „Джейсън Рихтер“ от 2005 г. е направена компютърната игра „Act of War: Direct Action“.
Произведенията на писателя са преведени на 11 езика и са издадени в над 70 страни по света.
Член е на Асоциацията на летците и на военноморския институт на САЩ. Участва като ръководител и доброволец пилот в нестопанската благотворителна организация с медицински транспорт „AirLifeLine“, която обслужва безплатно лица нуждаещи се от спешно лечение.
Дел Браун живее със семейството си в Рино, близо до бреговете на езерото Тахо, Невада.

## Произведения

### Самостоятелни романи
- Puppet Master (2016) – с Джим Дефелис

### Серия „Патрик Макланахан“ (Patrick McLanahan)
1. Flight of the Old Dog (1987)
2. Day of the Cheetah (1989)
3. Sky Masters (1991)
4. Night of the Hawk (1992)
5. Shadows of Steel (1996)
6. Fatal Terrain (1997)
7. The Tin Man (1998)
Оловният войник, изд.: ИК „Бард“, София (1999), прев. Георги Стоянов
8. Battle Born (1999)
9. Warrior Class (2001)
10. Wings of Fire (2002)
11. Air Battle Force (2003)
12. Plan of Attack (2004)
13. Strike Force (2007)
14. Shadow Command (2007)
15. Rogue Forces (2009)
16. Executive Intent (2010)
17. A Time for Patriots (2011)
18. Tiger's Claw (2012)
19. Starfire (2014)
20. Iron Wolf (2015)

### Серия „Независим“ (Independent)
1. Silver Tower (1988)
2. Hammerheads (1990)
3. Chains of Command (1993)
4. Storming Heaven (1994)

### Серия „Земя на мечтите“ (Dale Brown's Dreamland) – с Джим Дефелис
1. Dreamland (2001)
2. Nerve Center (2002)
3. Razor's Edge (2002)
4. Piranha (2003)
5. Strike Zone (2004)
6. Armageddon (2004)
7. Satan's Tail (2005)
8. End Game (2006)
9. Retribution (2007)
10. Revolution (2008)
11. Whiplash (2009)
12. Black Wolf (2010)
13. Raven Strike (2011)
14. Collateral Damage (2012)
15. Target Utopia (2015)

### Серия „Джейсън Рихтер“ (Jason Richter)
1. Act of War (2005)
2. Edge of Battle (2006)

### Сборници
- Combat (2001) – с Лари Бонд, Стивън Кунц, Дейвид Хагберг, Ралф Питърс, Харолд Койл, Джеймс Коб и Барет Тилман